# Чал (дем Просечен)
Чал или Чал чифлик (на гръцки: Αργυρούπολη, Аргируполи, катаревуса Αργυρούπολις, Аргирополис, до 1928 Τσαλή Τσιφλίκ, Цали чифлик, до 1960 Μαυρότοπος, Мавротопос) е село в Гърция, дем Просечен.

## География
Селото е разположено на 80 m надморска височина в Драмското поле, западно от Драма, на 1 km североизточно от Минаре чифлик (Ситагри).

## История

### В Османската имхерия
В края на XIX век селото е малък чифлик в Драмска каза на Османската империя. Според статистиката на Васил Кънчов („Македония. Етнография и статистика“) в 1900 година Чал има 45 жители турци.

### В Гърция
През Балканската война селото е освободено от части на българската армия, но остава в Гърция след Междусъюзническата война в 1913 година. През 1916-1918 година е под българско управление.
В 1923 година в Чал чифлик са заселени понтийски гърци, бежанци от град Аргируполи (Гюмюшхане). Според преброяването от 1928 година Чал е изцяло бежанско село с 94 бежански семейства с 327 души.
Населението произвежда памук, тютюн, жито и фуражни култури, а се занимава частично и с краварство.
| Година    | 1913 | 1920 | 1928 | 1940 | 1951 | 1961 | 1971 | 1981 | 1991 | 2001 | 2011 | 2021 |
| --------- | ---- | ---- | ---- | ---- | ---- | ---- | ---- | ---- | ---- | ---- | ---- | ---- |
| Население |      |      | 336  | 695  | 639  | 672  | 644  | 622  | 629  | 755  | 661  | 551  |